# Unleash the Archers
Unleash the Archers es una banda canadiense de heavy metal originaria de Victoria, Columbia Británica, actualmente firmada con Napalm Records. La banda toca una fusión de heavy metal tradicional con power metal y death metal melódico.

## Historia
Unleash the Archers fue formada a finales de 2007 por la vocalista Brittney Hayes (también conocida como Brittney Slayes) y el baterista Scott Buchanan con su exmiembro Brayden Dyczkowski en la guitarra, con quien Scott había tocado previamente en un proyecto independiente de death metal. El exmiembro Mike Selman fue traído después de su salida de la banda canadiense de death metal Meatlocker Seven. La posición de bajista no se cumpletó durante los primeros meses de la carrera de Unleash The Archers, hasta que Zahk Hedstrom se unió en octubre de 2007 para completar la alineación. A finales de 2008 la banda grabó una demo homónimo de cuatro canciones, que contó con dos canciones que terminarían re-grabando para su primer álbum de estudio.
Su álbum debut fue grabado con Jason Hywell Martin en Omega Mediacore Studios en Richmond, BC y fue lanzado de forma independiente en agosto de 2009. Este fue el único álbum que presentó la alineación original de la banda en su totalidad.
El segundo álbum de la banda fue grabado con Nick Engwer y Stu McKillop en el Hive Soundlab en Burnaby, BC y fue lanzado de forma independiente en mayo de 2011. Este álbum cuenta con dos solos de Grant Truesdell, que intervendría como el nuevo guitarrista más tarde ese mismo año después de la salida de Mike Selman antes de la grabación. El álbum fue un álbum conceptual basado en las hazañas de un mercenario en el espacio y se estableció en el futuro.
Este álbum fue un EP de tres canciones lanzado únicamente en vinilo de 7 pulgadas. Una cuarta pista de bonificación titulada 'Arise' fue dada a aquellos que pre-ordenaron, pero más tarde fue lanzado en la página de bandcamp de la banda en formato digital solamente. Este disco también marcó la salida del bajista original Zahk Hedstrom. .
En febrero de 2015, la banda anunció su fichaje con Napalm Records,]], y poco después se revelaron el título, la lista de canciones y la fecha de lanzamiento de su próximo álbum de estudio Time Stands Still. El álbum fue lanzado en Europa el 26 de junio y en América del Norte el 10 de julio. El álbum fue originalmente programado para un lanzamiento de finales de verano/principios de otoño de 2014, pero el lanzamiento fue retrasado después de que la banda fue firmada por Napalm Records.  Este álbum fue el primero sin Brayden Dyczkowski, que había sido uno de los principales compositores hasta su separación con la banda a finales de 2013; este cambio de alineación ha afectado el sonido de la banda y la ha impulsado hacia una dirección de heavy metal más tradicional con la adición de Andrew Kingsley, que también está entrenado en jazz, en la guitarra.
El 26 de mayo de 2015, la banda lanzó el video "Tonight We Ride", inspirado en Mad Max Beyond Thunderdome. El video fue filmado en el desierto de Nevada, usando accesorios del campamento Thunderdome del Gremio de la Muerte en Burning Man.
Desde que salió para una gira por Europa en noviembre de 2016, Unleash the Archers mencionó que grabarían un nuevo álbum a finales de 2016. Este álbum sería el primero en incluir al bajista, Nikko Whitworth. El primer sencillo, "Cleanse the Bloodlines" fue lanzado el 8 de abril de 2017.  Apex  fue lanzado el 2 de junio de 2017 a través de Napalm Records. El álbum debutó en el número 3 en las listas de metal de iTunes, y se convirtió en el primero en hacer listas de Billboard. El álbum debutó en el No. 9 Heatseeker, el No. 29 Mejores álbumes de música dura, el No. 29 Sello discográfico Álbumes actuales independientes, No. 34 Los mejores álbumes actuales de rock, No. 116 Álbumes digitales generales, No. 119 Los mejores álbumes actuales, y No 197 Álbumes principales de Strata. También debutó en el n. ° 12 en la lista canadiense Top Hard Music. La banda anunció que viajarían por Europa, acompañando a Orden Ogan, para promocionar el álbum en el otoño de 2017, con una gira por Estados Unidos que se anunciará. A finales de enero se anunció que el bajista Nikko Witworth había decidido abandonar la banda.
Brittney Hayes dio entrevistas y tuiteó diciendo que actualmente están trabajando en un EP de portadas con un "poco de un giro UTA" en ellos. También están escribiendo y grabando un álbum de larga duración como continuación de Apex de 2017 para ser lanzado en algún momento en 2020.
El 30 de agosto de 2019, la banda lanzó el primer sencillo del EP Explorers; una versión de "Northwest Passage" de Stan Rogers. El EP completo fue lanzado el 11 de octubre de 2019.
En agosto de 2020, lanzaron su quinto álbum, Abyss, que continuaba la historia de Apex. También revelaron que tienen planes de lanzar una novela gráfica con la historia relatada en ambos álbumes.
El 6 de diciembre de 2021 anunciaron en publicaciones de redes sociales que el bajista Nick Miller se había convertido en un miembro de la banda a tiempo completo.
El 3 de mayo de 2022 la banda anunció en una publicación de Instagram que están en la fase de escritura de su siguiente álbum.
El 11 de noviembre de 2022 Brittney Slayes comentó durante un directo de Instagram que su siguiente álbum era también un álbum conceptual, esta vez con una temática post-apocalíptica, y que estaban apuntando a un lanzamiento en otoño de 2023.

## Miembros
Alineación actual
- Brittney Hayes (también conocida como Brittney Slayes) – voz limpia (2007–presente)[25]
- Scott Buchanan – batería (2007–presente)
- Grant Truesdell – guitarra, voz gutural (2011–presente)
- Andrew Kingsley – guitarra, voz gutural (2014–presente)
- Nick Miller – sesión/bajo de gira (2021-presente)

Antiguos miembros
- Mike Selman – guitarra (2007–2011)
- Zahk Hedstrom – bajo (2007-2012)
- Brad Kennedy – bajo (2012-2014)
- Brayden Dyczkowski – guitarra, voz gutural (2007-2014)
- Kyle Sheppard – bajo (2014-2016)
- Nikko Whitworth – bajo (2016-2018)

Cronología

## Discografía

### Álbumes de estudio
- 2009: Behold the Devastation (Independiente)
- 2011: Demons of the AstroWaste (Independiente)
- 2015: Time Stands Still (Napalm Records)
- 2017: Apex (Napalm Records)
- 2020: Abyss (Napalm Records)
- 2024: Phantoma (Napalm Records)

### EPs
- 2012: Defy the Skies (Spread the Metal Records)
- 2019: Explorers (Napalm Records)
- 2020: Abysswave (Earbook de Abyss; Napalm Records)
- 2022: Acoustipex (Earbook de Apex; Napalm Records)

### Demos
- 2008: Unleash the Archers (Independiente)
- 2014: Dreamcrusher (sencillo; Independiente)

### Videografía/sencillos
- 2011: "Dawn of Ages", tomado de Demons of the AstroWaste[26]

- 2012: "General of the Dark Army" tomado de Demons of the AstroWaste[27]

- 2015: "Tonight We Ride", tomado de Time Stands Still[28]

- 2015: "Test Your Metal", tomado de Time Stands Still[29]

- 2016: "Time Stands Still", tomado de Time Stands Still[30]

- 2017: "Cleanse the Bloodlines", tomado de Apex[31]

- 2017: "Awakening", tomado de Apex[32]

- 2019: "Northwest Passage", tomado de Explorers[33]

- 2019: "Heartless World", tomado de Explorers[34]

- 2020: "Abyss", tomado de Abyss[35]

- 2020: "Soulbound", tomado de Abyss[36]

- 2020: "Faster Than Light", tomado de Abyss[37]

- 2020: "Legacy", tomado de Abyss[38]

- 2022: "Falsewave", tomado de Apex (Deluxe Version)[39]

- 2022: "Acoustipex", tomado de Apex (Deluxe Version)[40]

## Premios y nominaciones
Votado No. 6 en Exclaim Magazine'sReaders Choice Awards al «mejor álbum de metal» 2009.
Votada como «Mejor Banda de Metal» en los Premios Whammy en Vancouver en 2015.